# Titularbistum Saint-Papoul
Saint-Papoul (lat.: Sancti Papuli) ist ein Titularbistum der römisch-katholischen Kirche.
Es geht auf das 1317 errichtete und infolge der Französischen Revolution am 29. November 1801 aufgelöste Bistum Saint Papoul  mit Sitz in Saint-Papoul zurück. Das untergegangene Bistum war Suffragan des Erzbistums Toulouse.
Am 9. Februar 2009 wurde Saint-Papoul durch Papst Benedikt XVI. als Titularsitz wiedererrichtet und am 14. April 2016 erstmals vergeben.
| Titularbischöfe von Saint-Papoul |                   |                                       |                |                  |
| Nr.                              | Name              | Amt                                   | von            | bis              |
| 1                                | Bertrand Lacombe  | Weihbischof in Bordeaux (Frankreich)  | 14. April 2016 | 22. Oktober 2020 |
| 2                                | Gilles Reithinger | Weihbischof in Straßburg (Frankreich) | 26. Juni 2021  |                  |